# Polysastra
Polysastra es un género de insecto coleóptero de la familia Chrysomelidae.

## Especies
Las especies de este género son:
- Polysastra confusa Shute, 1983
- Polysastra costatipennis (Jacoby, 1886)
- Polysastra duplicator Shute, 1983
- Polysastra explanata Shute, 1983
- Polysastra fuscitarsis Shute, 1983
- Polysastra inhabilis Shute, 1983
- Polysastra irregularis Shute, 1983
- Polysastra micropunctata Shute, 1983
- Polysastra montana Shute, 1983
- Polysastra purpurasco Shute, 1983
- Polysastra sedlaceki Shute, 1983
- Polysastra suavis Shute, 1983
- Polysastra varia Shute, 1983
- Polysastra venusta Shute, 1983